# 短角高體金眼鯛
短角高體金眼鯛，為輻鰭魚綱燧鲷目狼牙鯛科高體金眼鯛屬的其中一種，該物種分布於大西洋及太平洋的熱帶海域，屬深海魚類，棲息深度可達1500公尺，體長可達6公分。

## 擴展閱讀
維基物種上的相關：短角高體金眼鯛